# Copiocera matana
Copiocera matana är en insektsart som beskrevs av Marius Descamps 1984. Copiocera matana ingår i släktet Copiocera och familjen gräshoppor. Inga underarter finns listade i Catalogue of Life.